# Supportrarnas matchprogram

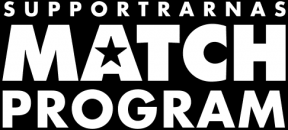
Variant av matchprogrammets logotyp

Supportrarnas matchprogram är Hammarby Fotbolls halvofficiella matchprogram.
Supportrarnas matchprogram bildades 2008, när Hammarby Fotboll tre veckor innan säsongsstarten kungjorde att man inte längre skulle ge ut ett tryckt matchprogram, utan endast en digital version. En grupp Hammarbysupportrar skapade då ett eget program på åtta sidor till hemmapremiären, vilket blev en succé. Efter några månader började Hammarby Fotboll förbeställa programmet för att kunna ge till sina sponsorer, och inledde därmed ett samarbete med den nybildade fristående organisationen. Programmet har växt sedan dess och 2017 hade numren 32 sidor. Till stil och format har inspirationen kommit från de engelska klubblagens matchprogram. Upplagan är på ca 2500 exemplar. Redaktör är frilansjournalisten Magnus Hagström. Under allsvenskans av coronapandemin orsakade uppehåll skapades istället Supportrarnas magasin.